# 日華門

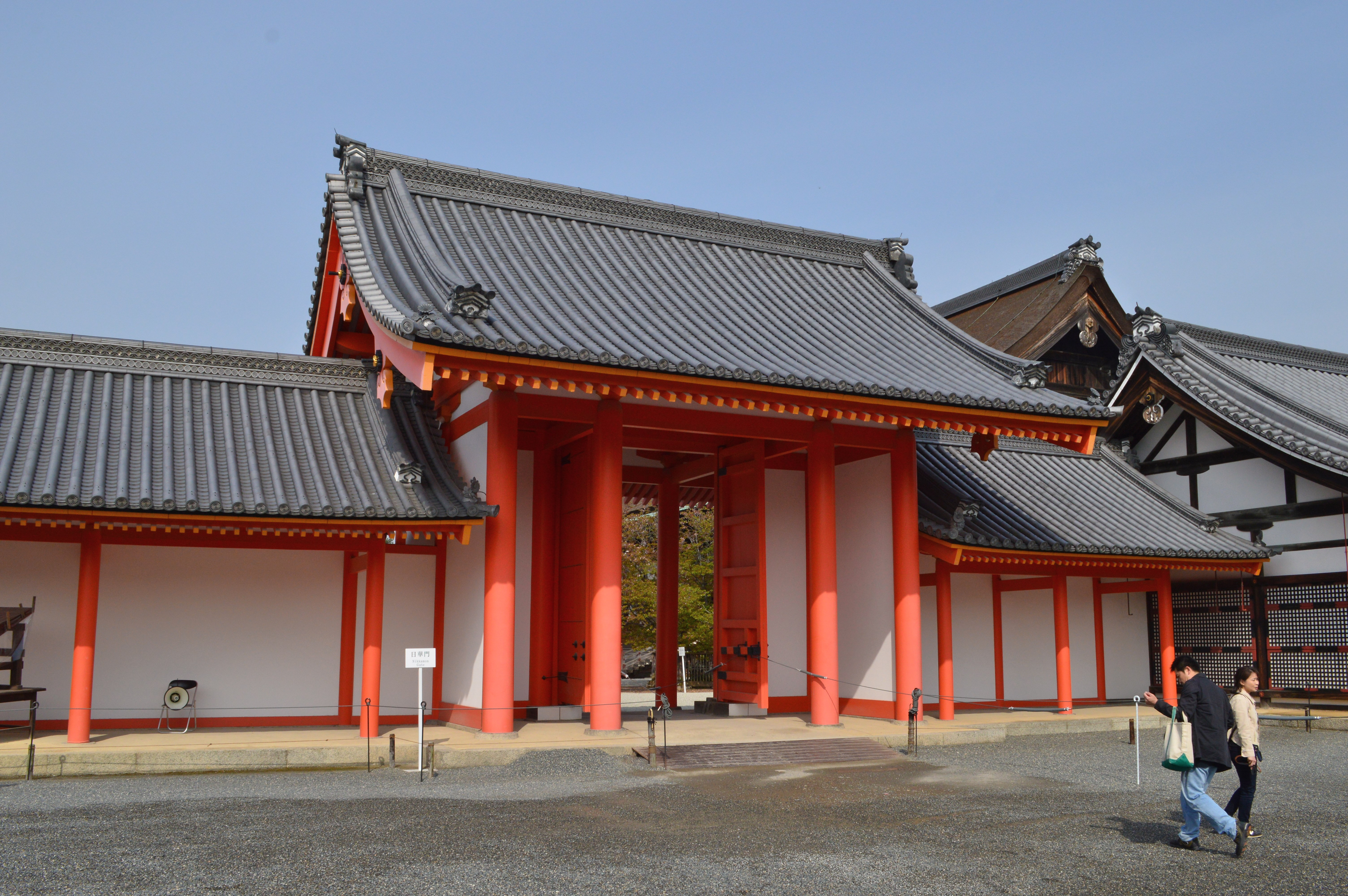
京都御所の日華門

日華門（にっかもん・じっかもん）は、内裏を構成する内閤門のうちの一つで、紫宸殿南庭（なんてい・だんてい）の東側の門である。
現在の京都御所にも古式に則って再建されたものが伝わっている。

## 概要
宜陽殿と春興殿との間にあり、南庭西側の月華門とは東西に相対する。東の中門ともいい、左近衛府の陣に充てられたため、左近陣（さこんのじん）ともいう。
摂関期には摂関を座長とする朝議（陣定）が、紫宸殿から宜陽殿に続く軒廊（こんろう）にある左近衛陣座で盛んに行われたが、日華門は左近衛陣座に近いため、月華門よりも重要とされた。